# Kemény Simon (költő)
Kemény Simon, születési és 1898-ig használt nevén Kohn Simon (Tass, 1882. augusztus 19. – Budapest, 1945. január 27.) zsidó származású magyar költő, író, újságíró, lapszerkesztő.

## Élete, költészete
Tasson, szegény kispolgári családban született, korán árvaságra jutott. Szülei Kohn Sándor és Polák Karolina voltak. Előbb hivatalnok, majd Budapesten újságíró lett: dolgozott a Budapesti Naplónál, írt néhány kritikát, volt dramaturg is, később Az Est című napilap munkatársa, segédszerkesztője, majd 1930-tól szerkesztője lett. Első verseskötete, a Lamentációk 1909-ben jelent meg. Verseit közölte A Hét, a Nyugat és az Új Idők című folyóirat is, de ő maga egyik irodalmi csoportosuláshoz sem tartozott. 1924. május 17-én Budapesten, az I. kerületben házasságot kötött  Ujfalusi Károly és Madarász Anna lányával, Rozáliával (1888–1972), Mérei Adolf özvegyével. Felesége az elhunyt férjéről rá maradt hagyatékból a Váci utcában textilboltot nyitott, de Kemény biztos állása is polgári életvitelt tett lehetővé számukra, Nagymező utcai lakásukból a Herman Ottó út 2/b. számú, 1933-ban Falus Elek által tervezett házukba költöztek.
Katolikus volt, bár zsidó családba született, ezért az úgynevezett „zsidótörvények” életbelépése után állásából elbocsátották. 1945. január 27-én Herman Ottó úti házába nyilas keretlegények rontottak be, őt és testvérét az udvaron főbe lőtték. Tetemeiket a kertben hantolták el. Az özvegy 1964-ben temettette a Farkasréti temetőbe első férje, Mérei Adolf sírjába.
„Vérbeli impresszionista, elbűvöltje minden szépségnek az életben, irodalomban és képzőművészetben, egy kicsit maga is festő, színes szavak, szokatlan valőr-finomságok varázslatos mestere és álmodója.” – írta róla Kárpáti Aurél. Pályakezdése és későbbi éveinek higgadt életszemlélete között nagy a különbség. Korai költészete viszonylagos szabadosságával, dekadensnek tartott motívumaival, kihívó témáival sikert aratott, de felháborította konzervatívabb bírálóit. Később életérzése egyre inkább tragikussá vált, keserűséggel és haraggal nézte a kétségbeejtő világot. Verselése ugyanakkor egyszerűsödött és a népdal könnyed formáihoz közelített.
„Ha meg akarjuk bélyegezni, úgy is mondhatjuk, hogy dekadens és l'art pour l'art poéta volt; ha elismerni akarjuk, úgy is mondhatjuk, hogy a szépség és a szerelem naiv megszállottja. (…) Voltaképpen egy túlszínezett pompával feldíszített, eltakart, de mégis mindújra kiütköző szorongás, sőt rémület költészete ez.”

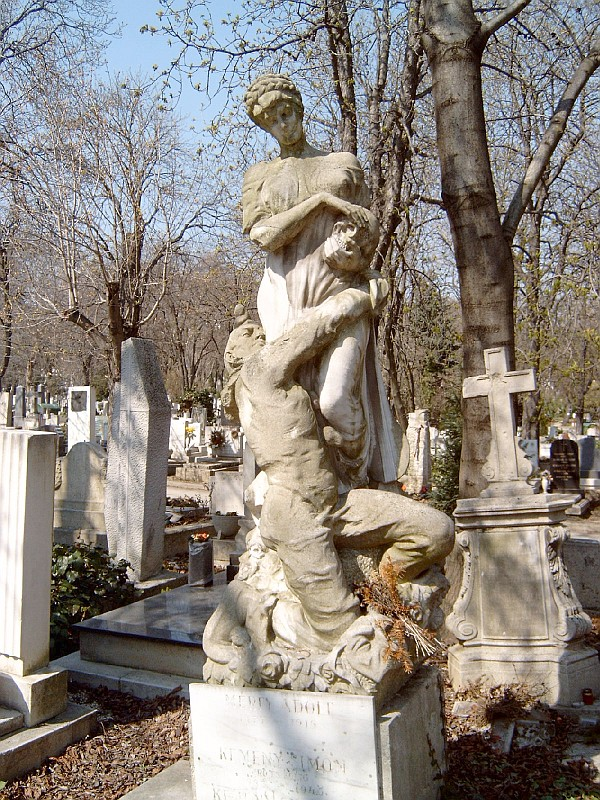
Sírja a Farkasréti temetőben (1-1-355/356). Szobrász: Finta Sándor, 1918

## Munkái
- Lamentációk (versek, Budapest, 1909) Online
- Nyári levelek. Útravaló kis barátainknak; Magyarországi Tanítók Szanatórium- és Üdülőhely Egyesülete, Budapest, 1912 (Gyermekkönyvtár)
- Balkon (versek, Budapest, 1914) Online
- Így élem világom (versek, Budapest, 1922)
- Az ördög tarisznyája (versek, Budapest, 1931)
- Reménytelen menekülés (versek, Budapest, 1934)
- Ördögök, tündérek (novellák, Budapest, 1936) Online
- Hétputtonyos (versek, Budapest, 1938)
- Egy szem vadgesztenye. Versek; vál., utószó Pintér József; Szépirodalmi, Budapest, 1961
- Napló, 1942–1944; vál., szöveggond., jegyz. Papp Anna és Kovács Béla, utószó Kovács Béla; Magvető, Budapest, 1987 (Tények és tanúk)